# John Greenwood (artista)

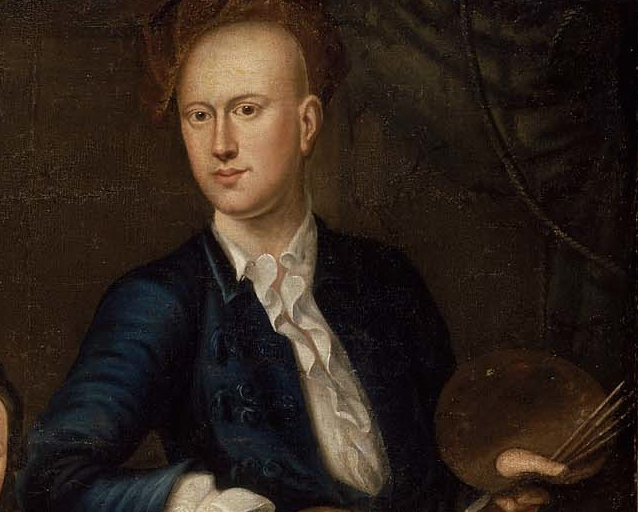
Auto-retrato de John Greenwood, a partir de sua pintura A Família Greenwood-Lee

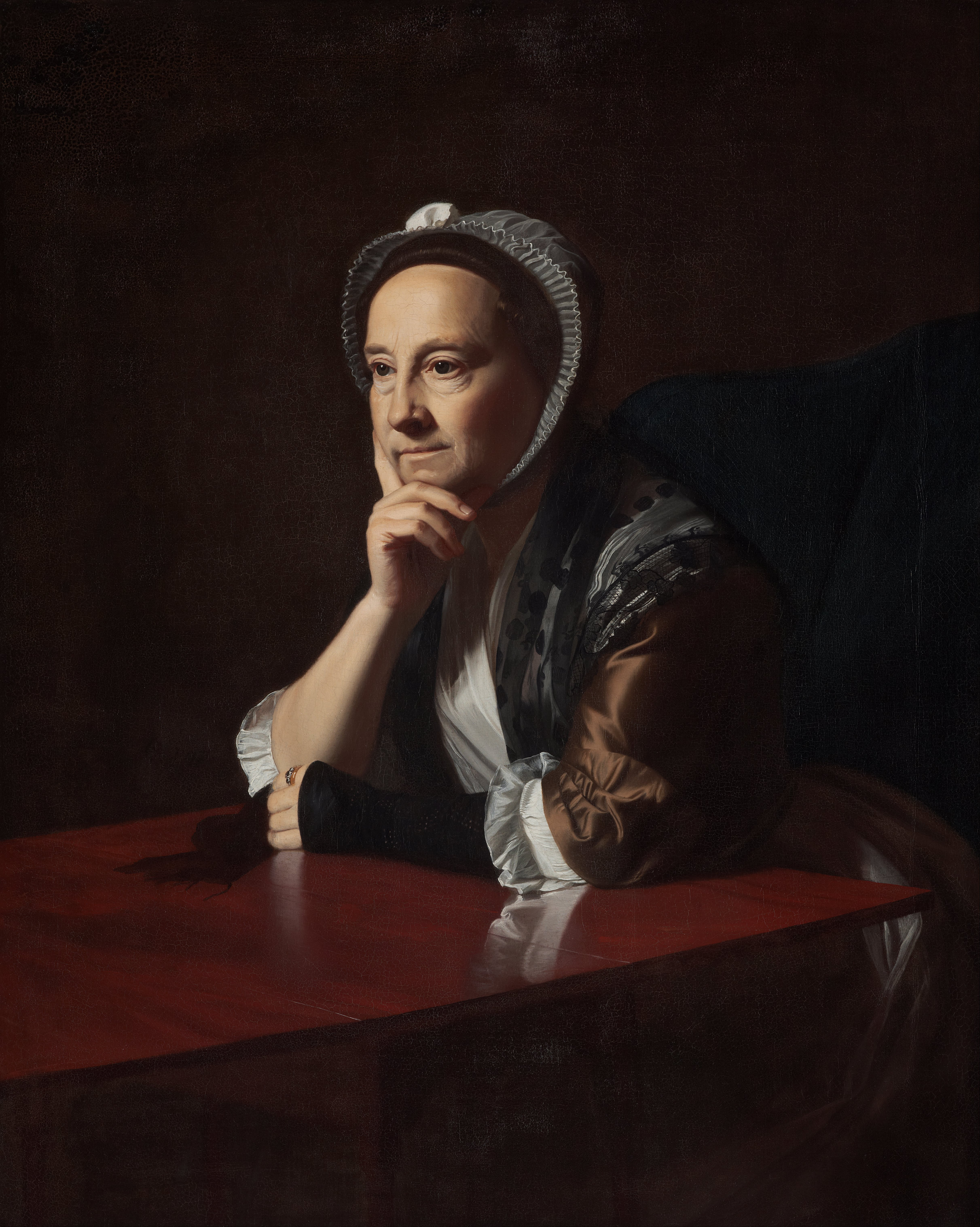
Mrs Devereux foi a segunda esposa de Samuel Greenwood e mãe de John Greenwood; John S. Copley, 1770

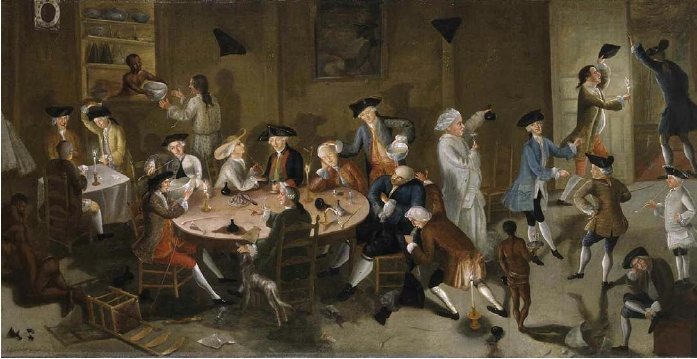
Greenwood pintou vários comerciantes proeminentes de Rhode Island

John Greenwood (1727-1792) foi um dos primeiros gravadores e pintores de retrato americanos.
Greenwood nasceu em 7 de dezembro de 1727, em Boston, Massachusetts, e foi batizado no dia 10 de dezembro na Old North Church, em Boston. Era filho de Samuel Greenwood (1690-1742), graduado em Harvard (1709) e comerciante e de sua segunda esposa, Maria Charnock Devereux. Seu pai morreu insolvente em 1742 e, neste momento, Greenwood tornou-se aprendiz de Thomas Johnston, um gravador de placas, pintos de sinais e japanner. De acordo com seu filho, Greenwood logo deixou o estúdio de Johnston, a fim de buscar o retrato. Ele saiu de Boston em 1752 e viajou para a colônia holandesa do Suriname, na América do Sul. Ficou lá por mais de cinco anos, tempo no qual produziu 115 retratos, antes de viajar novamente, desta vez para a Europa, quando chegou em Amsterdã em maio de 1758. Greenwood morou lá durante um tempo para aprender a arte de fazer mezzotints, e foi documentado como um membro da Academia de Desenho de Amsterdã em 1758  por Jacob Otten Husly. Depois de deixar de Amesterdã, Greenwood foi a Paris e posteriormente a Londres, onde finalmente se estabeleceu em 1764.
Um dos mais conhecidos trabalhos de Greenwood é "Capitães do Mar Festejando em Suriname (Sea Capitains Carousing in Surinam), de 1755, uma pintura estrelando diversos proeminentes mercadores de Rhode Island, incluindo o signatário da Declaração de Independência Stephen Hopkins, governador Joseph Wanton, Almirante Esek Hopkins e governados Nicholas Cooke.
John Greenwood morreu durante uma visita a Margate, Kent, em 16 de setembro de 1792, onde está enterrado.

## Obras de arte
| Ano  | Título                                                            | Imagem     | Coleção                                                | Comentários |
| ---- | ----------------------------------------------------------------- | ---------- | ------------------------------------------------------ | --- |
|      |                                                                   |            |                                                        | |
| 1751 | Retrato de Richard Waldron, óleo sobre madeira                    | visualizar | Histórico Da Nova Inglaterra, Em Boston, Massachusetts | Assunto: Richard Waldron (1694-1753); proeminente comerciante em Portsmouth, New Hampshire; Secretário colonial, New Hampshire; filho do Coronel Richard Waldron (1650-1730); marido de Elizabeth Westbrook (1701-1758; m. 1718). |
| 1751 | Retrato da Sra. Richard Waldron, óleo sobre madeira               | visualizar | Nova Inglaterra Histórica, em Boston, Massachusetts    | Assunto: Elizabeth Westbrook (1701-1758); a filha do Coronel Thomas Westbrook (1675–c. 1744) e Maria Sherburne; esposa de Richard Waldron (1694-1753; proeminente comerciante em Portsmouth, New Hampshire; m. 1718). [Às vezes, este quadro tem sido erroneamente atribuído a Joseph Blackburn. IAP 80970121 e IAP 81840242         |
| 1750 | Retrato de Thomas Westbrook Waldron (c. 1750), óleo sobre madeira | visualizar | Nova Inglaterra Histórica, Em Boston, Massachusetts    | Assunto: Capitão Thomas Westbrook Waldron (1721-1785); proeminente comerciante em Dover, New Hampshire; marido de Constança Davis; pai de oito filhos (William Richard, Carlos, Daniel, e filhas Elizabeth, Eleanor, e Abigail). [Às vezes, este quadro tem sido erroneamente atribuído a Joseph Blackburn.] IAP 80970122 e 81840243 |
|      | Retrato da Sra. Maria Fitch Cabot, óleo sobre tela                | visualizar | Nova Inglaterra Histórica, Em Boston, Massachusetts    | Assunto: Maria Fitch (1724-1756); esposa de Francis Cabot; mãe de Susanna (1754-1777; esposa do Juiz João Lowell, 1743-1802). |
|      | Retrato de um homem desconhecido, óleo sobre tela                 | visualizar | Nova Inglaterra Histórica, Em Boston, Massachusetts    | |
|      |                                                                   |            |                                                        | |